# Saint-Pons (Alpes-de-Haute-Provence)
Saint-Pons település Franciaországban, Alpes-de-Haute-Provence megyében. Lakosainak száma 613 fő (2022. január 1.). Saint-Pons Barcelonnette, La Condamine-Châtelard, Faucon-de-Barcelonnette, Les Thuiles, Uvernet-Fours és Les Orres községekkel határos.

## Népesség
A település népessége az elmúlt években az alábbi módon változott:
| Lakosok száma | 178  | 401  | 507  | 675  | 689  | 647  | 626  | 597  | 600  | 613  |
|               | 1968 | 1982 | 1990 | 2006 | 2013 | 2015 | 2017 | 2019 | 2020 | 2022 |